# Nepotilla amoena
Nepotilla amoena é uma espécie de gastrópode do gênero Nepotilla, pertencente a família Raphitomidae.